# Монтелевское пространство
Монтелевское пространство (фр. Espace de Montel) — понятие функционального анализа и смежных областей математики, названное в честь Поля Монтеля. Монтелевским пространством называется топологическое векторное пространство, в котором справедлив аналог теоремы Монтеля. Более точно, пространство Монтеля — это бочечное топологическое векторное пространство, в котором каждое замкнутое ограниченное множество является компактным. Последнее свойство называется свойством Гейне-Бореля.
В классическом комплексном анализе, теорема Монтеля утверждает, что пространство голоморфных функций на открытом связном множестве (то есть области) удовлетворяет этому свойству.
Не существует бесконечномерного пространства Банаха, являющегося монтелевским, так как они не могут удовлетворять свойству Гейне-Бореля: замкнутый единичный шар там будет замкнут и ограничен, но не компактен.
Пространство, сильно сопряженное к пространству Монтеля, также является пространством Монтеля.